# Aldo Romaro
Aldo Romaro (Piove di Sacco, 1897 – Padova, 5 gennaio 1970) è stato un calciatore italiano, di ruolo difensore.

## Carriera
Noto anche come Romaro II, per distinguerlo dal fratello Vincenzo (Romaro I). Con il Petrarca disputa 19 gare nel campionato di Prima Divisione 1922-1923.

## Altre attività
Si laurea in Ingegneria il 1º ottobre 1920 con specializzazione in idraulica e in elettronica. Nel 1932 monta il monolite della Farnesina nel Foro Italico a Roma, ricevendo la croce di Cavaliere ufficiale della Corona d'Italia, a riconoscimento dell'arditezza della manovra. Dal 1933, rientrato a Padova, inizia una società di fatto con il fratello Vincenzo Romaro. Cessata l'attività della Ditta Romaro nel 1967, continua la progettazione a fianco del figlio Giorgio.